# Európai Filmdíj a legjobb nem európai filmnek
A legjobb nem európai film, hivatalos nevén Screen International díj nem európai filmnek (angolul: Screen International Award for a non-European film) elismerés az 1988-ban alapított Európai Filmdíjak egyike volt, amelyet az Európai Filmakadémia (EFA) tagjainak szavazata alapján ítéltek oda 1996 és 2005 között a világ előző évi filmterméséből legjobbnak ítélt játékfilmnek. A megmérettetésben azon alkotások vehettek rész, amelyek nem Európában készültek, illetve koprodukció esetén a többségi részvételű partner nem európai. A díjátadóra felváltva Berlinben, illetve egy-egy európai városban megrendezett év végi gála keretében került sor.
A díjra történő jelölést az Európai Filmakadémia a Screen International magazin együttműködésével és támogatásával végezte. Ennek megfelelően a díj neve:
- 1996-ban és 1997-ben Screen International öt kontinens díja (Screen International Five Continents Award),
- 1998-tól 2002-ig Screen International díj nem európai filmnek (Screen International Award for a non-European film),
- 2003 és 2005 között pedig az Európai Filmakadémia legjobb nem európai filmje – Screen International díj (European Film Academy Non-European Film – Prix Screen International).

## Díjazottak és jelöltek
| „Díjazott” – szürkéskék háttérrel   |
| „Jelölt” – világos szürke háttérrel |

### 1990-es évek
| Év                                | Magyar címe                                   | Eredeti címe               | Rendező                                                        | Ország |
| --------------------------------- | --------------------------------------------- | -------------------------- | -------------------------------------------------------------- | ------ |
| 1996                              |                                               |                            |                                                                |        |
| Halott ember                      | Dead Man                                      | Jim Jarmusch               | Amerikai Egyesült Államok · Németország · Japán                |        |
| 1997                              |                                               |                            |                                                                |        |
| Tűzvirágok                        | Hana-bi                                       | Kitano Takesi              | Japán                                                          |        |
| Jerry Maguire – A nagy hátraarc   | Jerry Maguire                                 | Cameron Crowe              | Amerikai Egyesült Államok                                      |        |
| A varázsige: I love you           | Everyone Says I Love You                      | Woody Allen                | Amerikai Egyesült Államok                                      |        |
| Fedőneve: Donnie Brasco           | Donnie Brasco                                 | Mike Newell                | Amerikai Egyesült Államok                                      |        |
| Bárbarátok                        | Swingers                                      | Doug Liman                 | Amerikai Egyesült Államok                                      |        |
| Rómeó + Júlia                     | Romeo + Juliet                                | Baz Luhrmann               | Amerikai Egyesült Államok                                      |        |
| 1998                              |                                               |                            |                                                                |        |
| Truman Show                       | Truman Show                                   | Peter Weir                 | Amerikai Egyesült Államok                                      |        |
| A nagy Lebowski                   | The Big Lebowski                              | Joel Coen                  | Amerikai Egyesült Államok · Egyesült Királyság                 |        |
| Boogie Nights                     | Boogie Nights                                 | Paul Thomas Anderson       | Amerikai Egyesült Államok                                      |        |
| Az én házam, az én váram          | The Castle                                    | Rob Sitch                  | Ausztrália                                                     |        |
| Agyament Harry                    | Deconstucting Harry                           | Woody Allen                | Amerikai Egyesült Államok                                      |        |
| Ryan közlegény megmentése         | Saving Private Ryan                           | Steven Spielberg           | Amerikai Egyesült Államok                                      |        |
| 1999                              |                                               |                            |                                                                |        |
| Straight Story – Az igaz történet | The Straight Story                            | David Lynch                | Franciaország · Egyesült Királyság · Amerikai Egyesült Államok |        |
| Amerikai szépség                  | American Beauty                               | Sam Mendes                 | Amerikai Egyesült Államok                                      |        |
| A fiúk nem sírnak                 | Boys Don't Cry                                | Kimberly Peirce            | Amerikai Egyesült Államok                                      |        |
| Teljes a létszám                  | Ji ko to pu neng sao (Yi ge dou bu neng shao) | Csang Ji-mou (Zhang Yimou) | Kína                                                           |        |
| Isteni játék                      | Phörpa                                        | Khyentse Norbu             | Bhután · Ausztrália                                            |        |

### 2000-es évek
| Év                                     | Magyar címe                                                                                     | Eredeti címe                         | Rendező | Ország |
| -------------------------------------- | ----------------------------------------------------------------------------------------------- | ------------------------------------ | --- | ------ |
| 2000                                   |                                                                                                 |                                      | |        |
| Szerelemre hangolva                    | Hua jang nien hua (Hua yang nian hua)                                                           | Vóng Ká-vaj (王家衛, Wong Kar-wai)   | Hongkong · Kína |        |
| Családi kötelékek                      | Ji ji (一一, Yī Yī)                                                                             | Jang Töcsang (楊德昌, Edward Yang)   | Tajvan · Japán |        |
| Erin Brockovich – Zűrös természet      | Erin Brockovich                                                                                 | Steven Soderbergh                    | Amerikai Egyesült Államok                                                                                          |        |
| Gladiátor                              | Gladiator                                                                                       | Ridley Scott                         | Amerikai Egyesült Államok · Egyesült Királyság                                                                     |        |
| Ó, testvér, merre visz az utad?        | O Brother, Where Art Thou?                                                                      | Joel Coen                            | Egyesült Királyság · Franciaország · Amerikai Egyesült Államok                                                     |        |
| Tigris és sárkány                      | Vo hu cang lung (臥虎藏龍, Wò hǔ cáng lóng)                                                     | Li An (李安, Ang Lee)                | Tajvan · Hongkong · Amerikai Egyesült Államok · Kína                                                               |        |
| 2001                                   |                                                                                                 |                                      | |        |
| Moulin Rouge!                          | Moulin Rouge!                                                                                   | Baz Luhrmann                         | Amerikai Egyesült Államok · Ausztrália                                                                             |        |
| A hitetlen                             | The Believer                                                                                    | Henry Bean                           | Amerikai Egyesült Államok                                                                                          |        |
| Anyádat is                             | Y tu mamá también                                                                               | Alfonso Cuarón                       | Mexikó |        |
| Baran - Allah nevében                  | Baran                                                                                           | Majid Majidi                         | Amerikai Egyesült Államok                                                                                          |        |
| Esküvő monszun idején                  | Monsoon Wedding                                                                                 | Mira Nair                            | India · Amerikai Egyesült Államok · Olaszország · Németország                                                      |        |
| Kandahar                               | Safar e Ghandehar                                                                               | Mohsen Makhmalbaf                    | Irán · Franciaország                                                                                               |        |
| Lagán                                  | Lagaan                                                                                          | Ashutosh Gowariker                   | India |        |
| Mambó az ezredfordulón                 | Csien hszi man po (千禧曼波, Qiān xī màn bō)                                                    | Hou Hsziao-hszien (Hou Hsiao-hsien)  | Tajvan · Franciaország                                                                                             |        |
| 2002                                   |                                                                                                 |                                      | |        |
| Deus ex machina                        | Yadon ilaheyya                                                                                  | Elia Suleiman                        | Franciaország · Marokkó · Németország · Palesztina                                                                 |        |
| 8 mérföld                              | 8 Mile                                                                                          | Curtis Hanson                        | Amerikai Egyesült Államok · Németország                                                                            |        |
| Bazi nagy görög lagzi                  | My Big Fat Greek Wedding                                                                        | Joel Zwick                           | Amerikai Egyesült Államok · Kanada                                                                                 |        |
| Chihiro Szellemországban               | Szen to Csihiro no kamikakusi                                                                   | Mijazaki Hajao                       | Japán |        |
| Isten városa                           | Cidade de Deus                                                                                  | Fernando Meirelles                   | Brazília · Franciaország                                                                                           |        |
| Különvélemény                          | Minority Report                                                                                 | Steven Spielberg                     | Amerikai Egyesült Államok                                                                                          |        |
| Pók                                    | Spider                                                                                          | David Cronenberg                     | Amerikai Egyesült Államok · Egyesült Királyság · Franciaország                                                     |        |
| Távol a mennyországtól                 | Far from Heaven                                                                                 | Todd Haynes                          | Amerikai Egyesült Államok · Franciaország                                                                          |        |
| 2003                                   |                                                                                                 |                                      | |        |
| Barbárok a kapuk előtt                 | Les Invasions barbares                                                                          | Denys Arcand                         | Kanada · Franciaország                                                                                             |        |
| 21 gramm                               | 21 Grams                                                                                        | Alejandro González Iñárritu          | Amerikai Egyesült Államok                                                                                          |        |
| A szamuráj                             | '                                                                                               | Kitano Takesi                        | Japán |        |
| Elveszett jelentés                     | Lost in Translation                                                                             | Sofia Coppola                        | Amerikai Egyesült Államok · Japán                                                                                  |        |
| Kill Bill                              | Kill Bill                                                                                       | Quentin Tarantino                    | Amerikai Egyesült Államok                                                                                          |        |
| Némó nyomában                          | Finding Nemo                                                                                    | Andrew Stanton, Lee Unkrich          | Amerikai Egyesült Államok                                                                                          |        |
| Tavasz, nyár, ősz, tél… és tavasz      | Pom jorum kaul kjoul kurigo pom (봄여름가을겨울그리고봄 , Bom yeoreum gaeul gyeoul geurigo bom) | Kim Gidok (김기덕, Kim Ki-duk)       | Dél-Korea · Németország                                                                                            |        |
| Titokzatos folyó                       | Mystic River                                                                                    | Clint Eastwood                       | Amerikai Egyesült Államok · Ausztrália                                                                             |        |
| 2004                                   |                                                                                                 |                                      | |        |
| 2046                                   | 2046                                                                                            | Vóng Ká-vaj (王家衛, Wong Kar-wai)   | Hongkong · Kína |        |
| A repülő tőrök klánja                  | Si mien maj fu (十面埋伏, Shí miàn mái fú)                                                      | Csang Ji-mou (Zhang Yimou)           | Kína · Hongkong |        |
| Che Guevara: A motoros naplója         | Diarios de motocicleta                                                                          | Walter Salles                        | Argentína · Amerikai Egyesült Államok · Chile · Peru · Brazília · Egyesült Királyság · Németország · Franciaország |        |
| Egy makulátlan elme örök ragyogása     | Eternal Sunshine of the Spotless Mind                                                           | Michel Gondry                        | Amerikai Egyesült Államok                                                                                          |        |
| Fahrenheit 9/11                        | Fahrenheit 9/11                                                                                 | Michael Moore                        | Amerikai Egyesült Államok                                                                                          |        |
| Lopakodó lelkek                        | Pin csip (빈 집, Bin-jip)                                                                       | Kim Gidok (김기덕, Kim Ki-duk)       | Dél-Korea · Japán                                                                                                  |        |
| –––                                    | Moolaadé                                                                                        | Ousmane Sembene                      | Burkina Faso · Franciaország · Kamerun · Marokkó · Szenegál · Tunézia                                              |        |
| Oldboy                                 | Olduboi (올드보이, Oldeuboi)                                                                    | Pak Cshanuk (박찬욱, Park Chan-wook) | Dél-Korea |        |
| Üdvözlégy Mária, kegyelemmel teljes... | Maria Full of Grace                                                                             | Joshua Marston                       | Kolumbia · Amerikai Egyesült Államok · Ecuador                                                                     |        |
| 2005                                   |                                                                                                 |                                      | |        |
| Jó estét, jó szerencsét!               | Good Night, and Good Luck                                                                       | George Clooney                       | Amerikai Egyesült Államok · Franciaország · Egyesült Királyság · Japán                                             |        |
| Mennyei háború                         | Batalla en el cielo                                                                             | Carlos Reygadas                      | Mexikó · Belgium · Franciaország · Németország · Hollandia                                                         |        |
| Maradj velem!                          | Be with Me                                                                                      | Eric Khoo                            | Szingapúr |        |
| Brokeback Mountain – Túl a barátságon  | Brokeback Mountain                                                                              | Li An (李安, Ang Lee)                | Amerikai Egyesült Államok · Kanada                                                                                 |        |
| Hervadó virágok                        | Broken Flowers                                                                                  | Jim Jarmusch                         | Amerikai Egyesült Államok · Franciaország                                                                          |        |
| C.R.A.Z.Y.                             | C.R.A.Z.Y.                                                                                      | Jean-Marc Vallée                     | Kanada |        |
| A bosszú asszonya                      | Cshindzsolhan kumdzsasszi (친절한 금자씨, Chinjeolhan geumjassi)                                | Pak Cshanuk (박찬욱, Park Chan-wook) | Dél-Korea |        |
| Az elszánt diplomata                   | The Constant Gardener                                                                           | Fernando Meirelles                   | Egyesült Királyság · Németország · Amerikai Egyesült Államok · Kína                                                |        |
| Ütközések                              | Crash                                                                                           | Paul Haggis                          | Németország · Amerikai Egyesült Államok                                                                            |        |
| Jobbra is, balra is                    | Look Both Ways                                                                                  | Sarah Watt                           | Ausztrália |        |
| Tsotsi                                 | Tsotsi                                                                                          | Gavin Hood                           | Egyesült Királyság · Dél-Afrika                                                                                    |        |